# 小行星3066
小行星3066（3066 McFadden）是一颗围绕太阳公转的小行星。1984年3月1日，愛德華·鮑威爾在可可尼诺县发现了此天体。
該小行星以美國天文學家和行星科學家露西-安·麥克法登命名。
这颗小行星的绝对星等为187.3622931763289等。